# Ligne 2 du tramway de Mostaganem
Pour les articles homonymes, voir Ligne 2.
La ligne 2 du tramway de Mostaganem est une ligne de tramway d'une longueur de 12,2 kilomètres entre la gare de Mostaganem, en Algérie, et la nouvelle gare routière. La ligne croise notamment la ligne 1 à la gare.

## Histoire
Les travaux des lignes 1 et 2 ont démarré durant l'automne 2013 et une mise en service a été annoncée pour le début de l'année 2017. Après plusieurs retards à cause de faillites des entreprises qui s'occupaient des travaux, le chantier reprend en 2021. La fiche technique du projet datant de février 2022 indique que la ligne 2 est annoncée pour partir de l'ancienne gare SNTF, qui est en correspondance avec la ligne 1, et traverser l'avenue Benyahia-Belkacem ainsi que la route de Relizane pour rejoindre la nouvelle gare routière. Le coût initial était estimé à 24,34 milliards de dinars.

## Tracé
La ligne 2 part de l'ancienne gare SNTF (correspondance avec la ligne 1) et traverse l'avenue Benyahia-Belkacem et la route de Relizane pour rejoindre la nouvelle gare routière.
|  |   |  | Stations               | Communes desservies | Correspondance |  |
|  | - |  | ---------------------- | ------------------- | -------------- |  |
|  | ■ |  | Gare de Mostaganem     | Mostaganem          | SNTF L1        |  |
|  | ● |  | Cité Abane Ramdane     | Mostaganem          |                |  |
|  | ● |  | Cité 5 juillet 1962    | Mostaganem          |                |  |
|  | ■ |  | Nouvelle Gare Routière | Mostaganem          |                |  |